# Petit-Brabant
Pour les articles homonymes, voir Brabant.
Le Petit-Brabant,, en néerlandais Klein-Brabant, est une région géographique de Flandre qui s'étend le long de l'Escaut et du Rupel dans le triangle urbain formé par Anvers, Bruxelles et Gand.
Le nom petit-Brabant désignait autrefois au sens large et économique la région à la limite de Flandre intérieure, au sud-ouest de la province d'Anvers, au nord-ouest du Brabant flamand et à l'est de la Flandre orientale, plus précisément la région entre l'Escaut à Baesrode et la Senne; du Rupel à Boom à la ligne qui relie Alost et la Dendre à Vilvorde. 
Désormais, il s'agit principalement - et souvent exclusivement - des communes de Bornem et de Puers-Saint-Amand. Ces communes se sont regroupées sur le plan touristique et forment ainsi ensemble la zone de travail du VVV Klein-Brabant-Scheldeland. Jusqu'au 1er janvier 2023, les deux municipalités disposaient également d'une opération policière conjointe qui s'appelait à juste titre Zone de police Klein-Brabant.